# Onocephala obliquata
Onocephala obliquata är en skalbaggsart som beskrevs av Lacordaire 1872. Onocephala obliquata ingår i släktet Onocephala och familjen långhorningar. Inga underarter finns listade i Catalogue of Life.